# ديزي هيد
ديزي هيد (بالإنجليزية: Daisy Head)‏ هي ممثلة بريطانية، ولدت في 1991 في لندن في المملكة المتحدة.

## وصلات خارجية
- ديزي هيد على موقع IMDb (الإنجليزية)
- ديزي هيد على موقع ميوزك برينز (الإنجليزية)
- ديزي هيد على موقع أول موفي (الإنجليزية)
- ديزي هيد على موقع قاعدة بيانات الفيلم (الإنجليزية)
- ديزي هيد على موقع كينوبويسك (الروسية)